# Eriksmässa
Eriksmässa (ersmässa eller eriksdagen),  firades förr den 18 maj, Erik den heliges (Erik IX) dödsdag. Kung Erik blev efter sin död 1160 föremål för en livlig helgonkult och 18 maj var fram till 1571 en helgdag i Sverige. Fram till 1895 höll på denna dag en marknad i Uppsala.
Eriksdagen var också en viktig märkesdag i kalendern, och pryddes på runstavarna med ett krönt huvud och ett sädesax. Enligt traditionen skulle man ha sått sin åker vid den tidpunkten. Det gamla talesättet "Om Erik ger ax, ger Olof kaka" betyder att om höstrågen hade gått ax till eriksmässan så skulle man kunna baka bröd av mjölet till Olofsmässan (29 juli).